# ECDL
ECDL, односно European Computer Driving Licence (u prevodu, Evropska računarska vozačka dozvola) je test poznavanja praktičnih veština, onovnih IT koncepata, koji potvrđuje da osoba koja poseduje ECDL sertifikat, u potpunosti osposobljena za korišćenje personalnog računara i osnovnih programskih aplikacija.
Evropska komisija je ovu dozvolu ozvaničila 1997. godine kao standard osnovnog informatičkog obrazovanja. Mnoge vlade su je usvojile, pa se primenjuje u 147 zemalja, ima je 6 miliona stanovnika Evropske unije, a prevedena je na 36 jezika.
Zbog velikog uspeha koji je ECDL postigao u Evropi, proširen je na ceo svet pod nazivom ICDL International Computer Driving Licence
ECDL po nastavnom programu Syllabus 5.0 se sastoji od 7 modula:
- Osnove informacionih tehnologija
- Korišćenje računara i upravljanje datotekama
- Obrada teksta
- Tabelarne kalkulacije
- Baze podataka
- Prezentacije
- Informacije i komunikacije

Postoje dva nivoa znanja za koje se izdaje ECDL dozvola:
- - podrazumeva polaganje bilo kaoja od 4 modula
- -podrazumeva polaganje svih 7 modula.

U Srbiji je ECDL usvojen državnom strategijom za razvoj informatičkog društva.

## Literatura
- ECDL internet test centar, časopis JISA info, Vladan Stefanović, Zoran Stanković

## Spoljašnje veze
- ECDL test centar[мртва веза]
- ITdesk.info - projekt računalne e-edukacije sa slobodnim pristupom